# Jurich Carolina
Jurich Christopher Alexander Carolina (ur. 15 lipca 1998 w Willemstad) – piłkarz, reprezentant Curaçao grający na pozycji środkowego obrońcy, lewego obrońcy lub lewego pomocnika.

## Kariera piłkarska
Jurich Carolina piłkarską karierę rozpoczynał w młodzieżowych holenderskich zespołach. W 2020 został piłkarzem Stomilu Olsztyn. Jest reprezentantem Curaçao.
Carolina jest drugim reprezentantem tego kraju, który trafił do polskiej ligi. Zanim trafił do kadry Curaçao wystąpił w 23 spotkaniach młodzieżowych reprezentacji Holandii.